# Philadelphus pumilus
Philadelphus pumilus är en hortensiaväxtart som beskrevs av Per Axel Rydberg. Philadelphus pumilus ingår i släktet schersminer, och familjen hortensiaväxter. Utöver nominatformen finns också underarten P. p. ovatus.